# Ко Та Кієв
Ко Та Кієв, Бе (англ. Kaôh Ta Kiĕv) — острів у Сіамській затоці Південно-китайського моря, належить Камбоджі.

## Розташування
Адміністративно входить до міста Сіануквіль, що має права провінції. Є одним з найпівденніших островів Камбоджі.

## Туризм
Є морським курортом на узбережжі Сіамської затоки у складі міста Сіануквіль.